# Маэда, Дзюн
Дзюн Маэда (яп. 麻枝 准 Маэда Дзюн, род. 3 января 1975 г.) — японский сценарист, писатель, композитор и учредитель бренда визуальных новелл компании Key. В основном внёс свой вклад в качестве сценариста и композитора для игр, которые выпускает его компания. Его стиль был первоначально вдохновлен Джеймсом Гербертом Бреннаном, а также на него повлиял роман японского писателя Харуки Мураками «Страна Чудес без тормозов и Конец Света».
Родом из префектуры Миэ, Япония. Маэда окончил среднюю школу Миэ, а затем университет Тюкё по специальности «психология». Перед основанием Key Маэда работал в Tactics, где участвовал в создании двух игр для этой компании: Moon и One: Kagayaku Kisetsu e. После создания Key Маэда работал над такими проектами, как Kanon, Air, Clannad, Little Busters!, Angel Beats!, Charlotte, Summer Pockets и The Day I Became a God.

## Биография

### Ранние годы
Маэда начал писать ещё в младшем школьном возрасте, в частности он написал свою первую любительскую книгу. Первоначально он был вдохновлён первыми двумя изданиями серии игровых книг «The Castle of Darkness» и «The Den of Dragons of Grailquest», написанных Джеймсом Гербертом Бреннаном. В средней школе он работал в школьной газете и опубликовал в ней несколько своих рассказов. В средней школе Кайсэй Маэда начал писать тексты и сочинять музыку, он также всё больше обращался к жанру фэнтези.

### Карьера
После основания Key в 1998 году Маэда работал над музыкой и сценарием для своей первой игры Kanon, выпущенной в 1999 году, которая оказалась очень популярной на рынке игр для взрослых в Японии. Помимо Маэды, над сценарием Kanon также работал Наоки Хисая, но он ушёл из Key вскоре после её выпуска. После этого Маэда написал большую часть сценария для следующей игры Air, а также снова работал одним из композиторов музыки для игры.
Спустя четыре года Key выпустила свою третью и самую длинную игру Clannad (2004), где Маэда написал огромное количество сценариев для игры. В целом Маэда выполнил около 75 % работы, которая ушла на создание Clannad. Также в 2004 году Маэда начал писать свою первую мангу под названием Hibiki’s Magic, которая была основана на рассказе, написанным им ещё в студенческие годы. В 2005 году Маэда работал над сценарием и музыкой для пятой игры Tomoyo After: It’s a Wonderful Life, за которой последовала шестая Little Busters!, выпущенная в июле 2007 года, для которой он также работал над сценарием и музыкой.
В 2010 году Key, сотрудничая с P.A. Works и Aniplex, выпустила 13-серийный аниме-сериал Angel Beats! на основе оригинального сюжета Маэды. Режиссёром сериала выступил Киси Сэйдзи, Маэда вместе с группой Anant-Garde Eyes участвовал и в создании музыки к аниме, а дизайном персонажей занимался художник Na-Ga. В 2015 году Key выпустили игру Angel Beats! −1st beat-. Также в этом году Key выпустили второй совместный проект с P.A. Works и Aniplex — Charlotte, за основу также взят оригинальный сюжет Маэды.
В мае 2020 года Key вместе с P.A. Works и Aniplex провели прямую трансляцию, где объявили о своём третьем совместном проекте — новом аниме-сериале «День, когда я стала богом», к которому Дзюн Маэда также написал сценарий.

## Список работ
- Kanon (игра выпущена в 1999, а аниме в 2002): Сценарий, участие в написании музыкального сопровождения.
- Air (игра в 2000, аниме в 2005): Сценарий, музыкальное сопровождение.
- Clannad (игра в 2004, аниме в 2007): Сценарий, помощь с саундтреком.
- Tomoyo After: It's a Wonderful Life (2005, игра): Сценарий, музыкальное сопровождение.
- Little Busters! (игра в 2007, аниме в 2012): Сценарий, музыкальное сопровождение.
- Kud Wafter (игра в 2007, короткометражный фильм в 2020): Контролировал процесс создания.
- Angel Beats! (аниме в 2010, игра в 2015): Сценарий, написание музыкального сопровождения. Первый проект, в котором оригинальный сценарий используется изначально для производства сериала, а не после игры.
- Rewrite (игра в 2011, аниме в 2016): Написание музыки.
- Шарлотта (2015, аниме-сериал): Написание сценария.
- Summer Pockets (2018, игра): Концепция, написание музыкального сопровождения.
- День, когда я стала богом (2020, аниме-сериал): Написание сценария и музыкального сопровождения.